# 中地シゲヨ
中地 シゲヨ（なかち シゲヨ、1905年〈明治38年〉2月1日 - 2021年〈令和3年〉1月11日）は、日本の教育者、長寿の女性（スーパーセンテナリアン）。佐賀県佐賀市出身。存命中は田中カ子に次いで日本国内で2番目の長寿者であった。

## 来歴
1905年（明治38年）2月1日、佐賀県佐賀市西与賀町の米屋の5人兄弟の2番目の長女として生まれる。12歳で佐賀高等女学校に入学。女学校時代に大隈重信から講義を受けた経験を持つ。卒業後、17歳から小学校教員として30年間勤務し、戦後は資格を取得して62歳まで幼稚園教員として14年間働いた。
小学校教員の頃は厳しい指導がモットーで、勉強が苦手な児童を毎日放課後居残りで指導したが、頑張ったご褒美にあんパンを食べさせた。当時の教え子は「厳しくて、優しい先生だった」と述べている。また、退職後も教え子達と連絡を取り合い、80歳になった教え子から「あの時叱って下さってありがとうございました。」と連絡が来たり、教え子や友人達と旅行へ行ったりしたという。
私生活では、警察官の五郎と結婚し、五郎との間に1人の子を授かり、死去するまでに孫2人、ひ孫4人、玄孫4人に恵まれた。
若い頃には、華道や茶道にも打ち込んだという。好きな食べ物は、饅頭や焼き肉・唐揚げなど。
2011年9月1日に佐賀市長の秀島敏行（当時）が表敬訪問し、教員時代の教え子4人も集まって長寿を祝った。当時の記事によると、耳は遠いが視力はあり老眼鏡を使わずに新聞を読むことができた。また今は足も不自由だが、90歳の頃までは元気に歩くことができたという。
2015年9月3日に市長が表敬訪問した際には、市内の老人ホーム「シルバーランド天祐」に入所しており、時々訪ねてくる教員時代の教え子と会うのが楽しみだと話していた。
『週刊朝日』2016年4月1日号の記事では、「背筋が伸び、習字が得意」な元小学校教師のスーパーセンテナリアンとして取り上げられている。92歳の時に転倒して骨折したが、リハビリによって再び歩けるようになったこと、老眼鏡なしで新聞を読むことができ、今でも漢字の問題をすらすらと解けること、愚痴を言わない性格であることなどが紹介されている。
2018年9月8日に市長が表敬訪問した際には、前年生まれの玄孫らとともに長寿を祝った。好き嫌いせずに何でも食べることが長寿の秘訣で、肉も野菜も大好きだと話していた。
2019年9月8日に市長が表敬訪問し肥前名尾和紙による灯籠を贈呈した際には、耳は遠いが食事を3食とも完食するほど元気だとしている。また若いころから規則正しい生活を送っていたという。
2021年1月11日0時5分、肝不全により死去。115歳345日没。なお中地シゲヨのひ孫にあたる人物が、インターネット上で曾祖母を紹介したことがきっかけで、関係者から誘われ、ジェロントロジー・リサーチ・グループの日本特派員として2020年5月から活動していた。

## 長寿記録
2011年時点で佐賀市内、2017年9月時点で佐賀県内最高齢となっていた。
2019年9月時点で日本国内で2番目の長寿者となった。
2021年1月11日、115歳345日で死去した。